# Cheilosia nivalis
Cheilosia nivalis es una especie de sírfido. Se distribuyen por Europa.